# 白沙国家公园

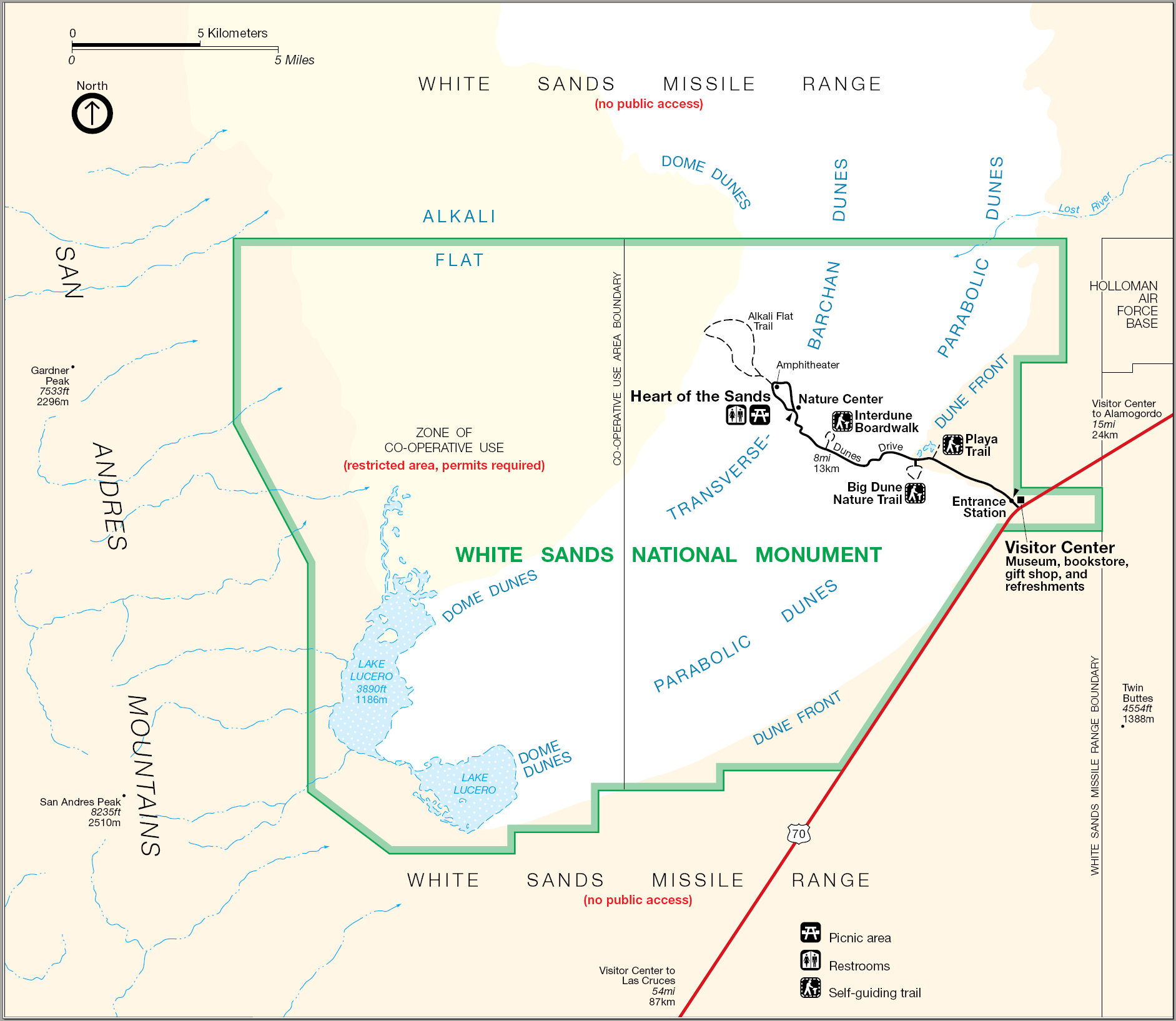
被划定为国家公园前的公园及白沙导弹靶场地图。

白沙国家公园（英語：White Sands National Park）是位于美国新墨西哥州70号国道的国家公园，位于拉斯克鲁塞斯东北方54英里（87公里）、阿拉莫戈多西南方16英里（26公里）处，隶属于奥特罗县西部和唐娜安娜县东北部。公园地处群山环抱的图拉罗萨盆地，南部是面积达275平方英里（710平方公里）的白色石膏晶体沙丘，是世界上最大的石膏沙丘。

## 历史
公园内的人类及地懒化石足迹可追溯到最后一个冰川期，证明地懒生活在白沙公园并遭人类捕杀至少有11700年的历史。
1849年，由一群美军军官率领的探险队首次展开欧美探险。梅斯卡佩罗阿帕奇族部落的羚羊带就生活在此:6:5。来自西班牙的家庭于1861年和1863年分别在图拉罗萨和拉鲁玆两地建立农业社区:6。
1898年，德克萨斯州埃尔帕索的居民提议设立梅斯卡佩罗国家公园，保护当地的沙丘地貌。不过，该方案因将一片游猎保护区纳入其中，与内政部设立保护区的概念相抵触，无疾而终:17:52–53。1921-22年，内政部长阿尔伯特·B·弗尔与沙丘地东北部三河一个大牧场的所有者联合提议设立全年开放的国家公园，这个公园与北方的不同，冬天也会开放。弗尔的计划遭遇重重阻碍，没有成型:22–25:61–70。阿拉莫戈多的商人汤姆·查尔斯（Tom Charles）强调经济利益的重要性，调用足够的支持将白沙设立为国家纪念区:28–32:77–89。

### 国家保护区
1933年1月18日，总统赫伯特·胡佛宣布依照1906年古物法划定白沙国家保护区:32。公园于1934年4月29日落成揭幕:102。
汤姆·查尔斯成为保护区的首位管理者:35:99，1939年退休后，他设立了公园内的首家特许经营公司白沙服务公司（White Sands Service Company）:72:117。
公共事业振兴署以土坯砖修建了访客中心、邻近的驿站、三间牧民住所及三座维修大楼，该计划于1936年启动，1938年完工。最初的八座土坯大楼及邻近设施被划为白沙国家纪念区历史纪念区，1988年登录《国家史迹名录》。负责该项目的首席建筑师莱尔·E·本内特曾在卡萨格兰德和班德利尔国家保护区及石化林、卡尔斯巴德洞窟、梅萨维德国家公园国家公园管理署大楼。
保护区被白沙导弹靶场和霍洛曼空军基地两大军事设施完全包围，因此经常与军方不和:131,175。误射的导弹经常落在保护区，还时不时损害部分游客地区:145。从霍洛曼基地起飞的战机也打破了地区的宁静:149。
1969年，新墨西哥州游猎和鱼类局，将游猎用剑羚引入图拉罗萨盆地。剑羚本身没有天敌，但它们进入保护区后，开始与当地的物种争相觅食:172。
1996年春假，学生酗酒问题严重。对此，公园于2月1日到5月31日禁止游客买酒及持有酒或酒类容器。

### 世界遗产争议
2008年1月22日，白沙公园登录《世界遗产名录》预备名单。该州的两名参议员皮特·多梅尼奇和杰夫·宾格曼写信支持申请。然而，众议员史提夫·皮尔斯否决了申请：“我敢保证，如果白沙国家保护区获得这个称号，国际社会必定会施加压力，要求中止我们目前所知道的军事行动。”
世界遗产申请也在奥特罗县引发了不小的争议，其中大多数反对声音出现在奥特罗县委员会的会议上。2007年8月16日，委员会收到由1200人联署的反对书。8月23日，委员会通过决议反对申请，并于10月18日通过第07-05号条例，将决议的适用范围扩大到当地可能申遗的地点。法令要求申遗地点完成环境规划后，需要跟县委员会协调，经由公共土地使用咨询委员会审议。法令写明：“不得在奥特罗县边界内或附近的军事用地内部或周围设立世界遗产地。”2008年1月24日，世界遗产预备名单公布，委员会指示县检察官写信给内政部长，要求将白沙国家保护区从名单中去掉。

### 国家公园
2018年5月，新墨西哥州马丁·海因里希提出将白沙划为国家公园的法案。海因里希提出法案前，咨询了保护区负责官员、国家公园管理署、白沙导弹靶场、美军和霍洛曼空军基地。法案获得阿拉莫戈多市委员会、拉斯克鲁塞斯市议会、梅斯卡佩罗阿帕奇族部落委员会、梅西拉镇董事会、阿拉莫戈多市长理查德·波斯（Richard Boss）、新墨西哥州参议员罗恩·格里格斯（共和党籍）、阿拉莫戈多商会、大拉斯克鲁塞斯商会、拉斯克鲁塞斯绿色商会、国家公园保护协会和新墨西哥州南部公共土地联盟的同意。然而，奥特罗县委员会反对法案，指出支持设立国家公园是增加参观人数的潜力，但也表示当地已经是该州参观人数最多的国家保护区。县长也表示，变更状态会提高收费或监管，影响到电影制作。县长唯一支持调整边界，增设露营地基础设施，改善道路。唐娜安娜縣县长也反对将白沙划为国家公园:5。2019年3月27日，法案再度提出。
2019年12月11日，美国众议院通过《2020财政年度国防授权法》，其中包括一条将白沙国家保护区改名为白沙国家公园的法案。法案于12月16日获参议院通过，12月20日特朗普签署。法案授权将导弹靶场内及附近的土地移交给公园，增加保护区面积，公园因而增加净面积4,855英亩（7.6平方英里）。

### 电影拍摄
白沙国家公园一直是西部片的取景地，在当地拍摄的电影包括《西部四霸天》（1948）、《吊人索》（1968）、《帮手》（1971）、《无名小子》（1973）、《咬紧子弹》（1975）和《少壮屠龙阵2》（1990）都在当地拍摄。犯罪片《血溅黄沙》（1992）部分场景取景于白沙。《所罗门宝藏》（1950）、《天降财神》（1976）和《变形金刚》（2007）也在此拍摄:4。

## 地理

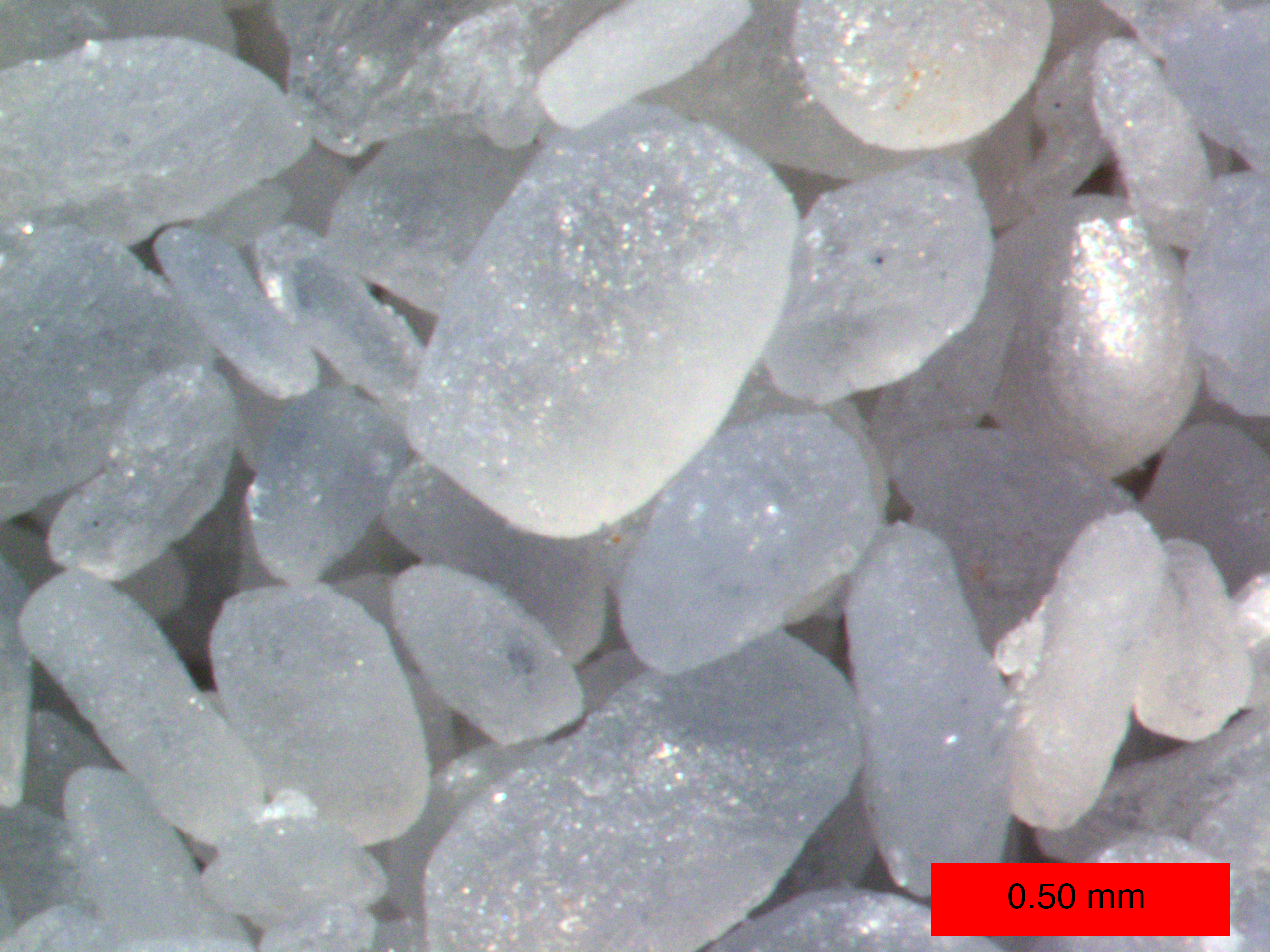
石膏沙。

二叠纪时期，当地的浅海干涸后，形成了今天的白沙国家公园。海水退却遗留下的石膏（即硫酸钙），经过随后抬升了蕴藏石膏的海底地段的板块活动，组成了圣安德烈斯山脉和萨克拉门托山脉的一部分。后来随着时间推移，降雨溶解山区的水溶性石膏，石膏被河流带到没有出海口的图拉萨盆地。被围困的水或流入地下，或形成浅水池后逐渐干涸，留下石膏以透石膏的结晶形式遗留在地表。而从图拉萨盆地流出的地下水，向南流入了威克盆地（Hueco Basin） 。到了最后一个冰河时期，盆地被奥特罗湖（Lake Otero）大部分淹盖。奥特罗湖干涸遗留下大面积的透视膏晶体平地，也就是碱平地（Alkali Flat）。平地的最低点，位于公园西南角，就是偶尔会装满水的干涸河床卢塞罗湖。
碱平地和卢塞罗湖沿岸地面覆盖透石膏晶体，这些晶体高达3英尺（1米）。风化作用和侵蚀作用将晶体磨蚀为沙粒，沙粒被盛行西南风带走，形成白色沙丘。沙丘不断变化着形状，缓慢向顺风方向移动。由于石膏具有水溶性，组成沙丘的沙子雨后可能会溶解并相互黏合，形成坚固的沙层，增加沙丘的抗风性。抗风性的增加，并不能阻止沙丘迅速掩盖其路径上的植被。但是，某些植物物种可以迅速生长，沙丘无法掩埋。

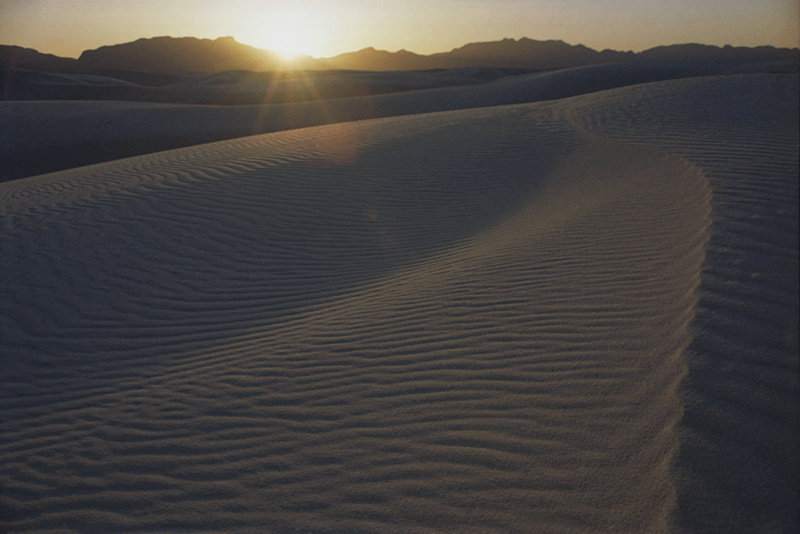
日落时分的抛物线沙丘

白沙公园的沙丘各式各样，其中圆顶沙丘位于沙场的西南边缘，横向沙丘和新月形沙丘位于沙场中央，抛物线形沙丘位于沙场北边、南边和东北边。

## 生态

### 植物群

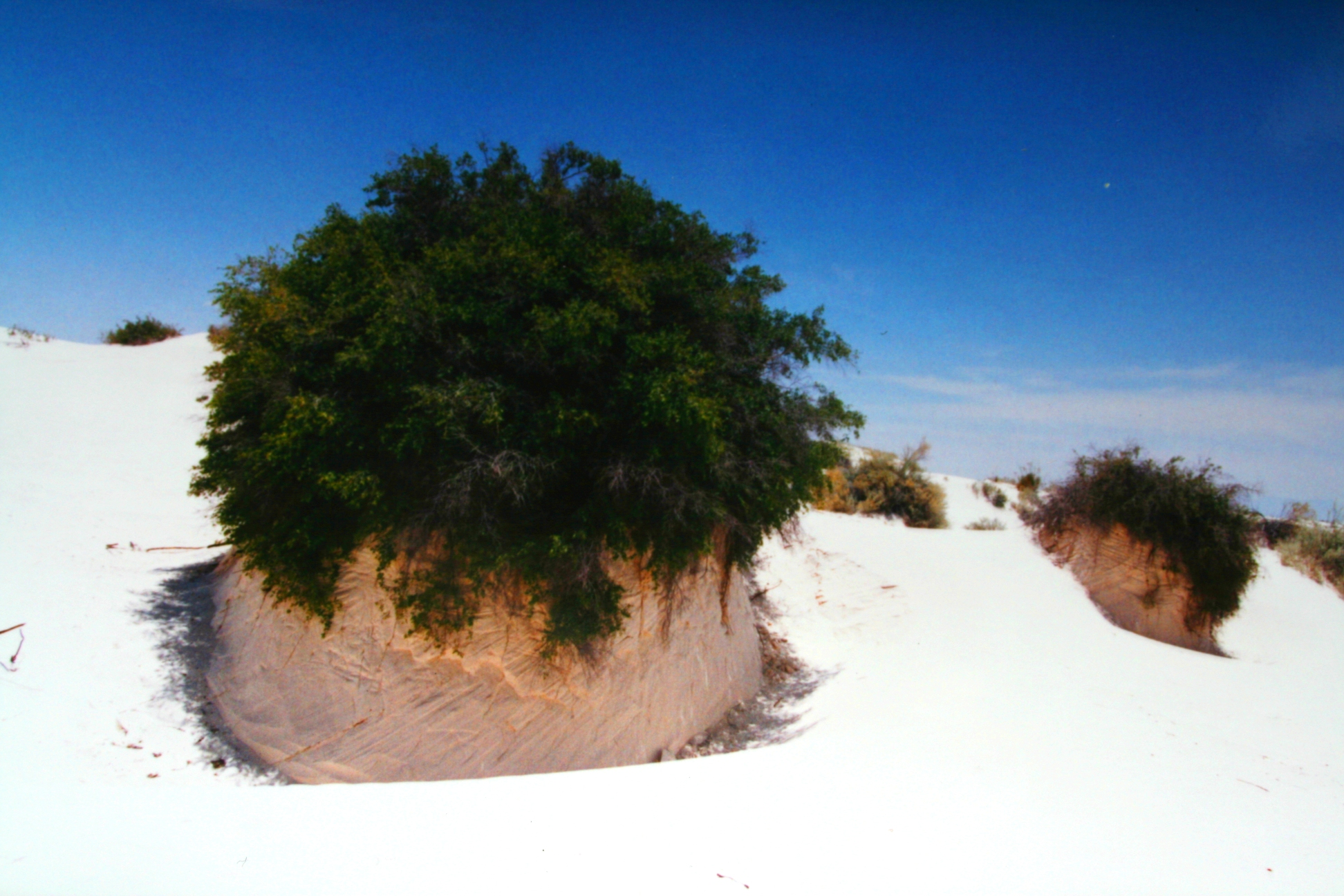
在石膏植物架子或基座上生长的臭鼬漆树

白沙公园内的植物群稳固了沙丘的前沿，给野生动物提供食物和庇护。人类广泛使用沙丘的土生植物，其中部分可食用，另外一部分用于制造衣物和药物。美国土著用较厚的草叶编织垫子，消费了部分植物种子。
公园内的植物群生存在沙丘缺乏营养的碱性土壤，必须要有足够的耐受性。根据季节的不同，耐旱植物能够在零下温度到超过100°F（38°C）的环境下生存。其中许多植物还能抵御高浓度的盐分，而嗜麦芽蝇在这些条件下会繁衍生息。
鬼角子和其他仙人掌，以及肥皂丝兰等多肉植物可以贮存水份，度过夏天和干旱的冬天，到春天开花。沙漠中的草对高碱性土壤也有耐受性。鼠尾粟草和长毛落芒草等草为阿帕契族小囊鼠和更格盧鼠屬体型小的动物提供了食物。草种子产生富含蛋白质的干燥籽粒，是啮齿动物地下食物库的常客。

### 动物群

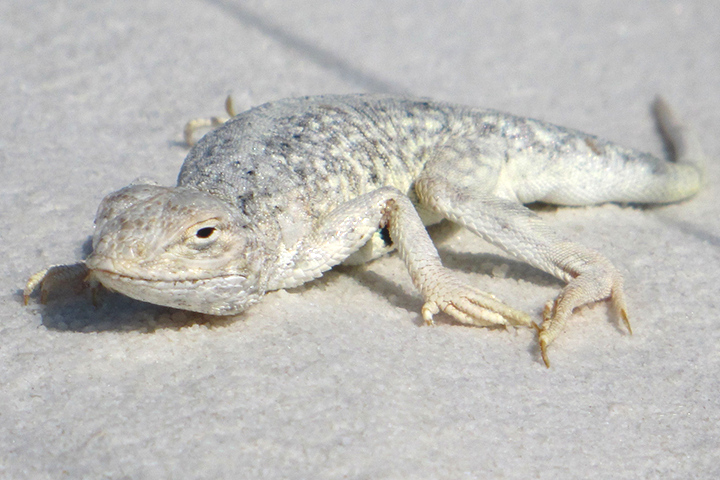
白化的无耳蜥蜴。

公园栖息着800多个动物种，其中许多是夜行动物。在非常恶劣的环境中，几种动物已经发展出非常专业的生存方式，使它们能够在地表水很少，矿化度很高的地下水中繁衍生息。部分居住在沙丘的老鼠、蜥蜴、蛾及其他昆虫种类经过几个世纪的进化后逐渐改变了颜色，比它们在其他地方的表亲要浅的多。这些白色物种是公园特有的。
无脊椎动物是600多个物种最大的，包括各种蜘蛛、蛾、黄蜂和拟步行虫科等鞘翅目。220多种鸟类，包括鹪鹩科、知更鸟、百灵科和乌鸦，走鹃和猛禽等更大的物种。公园有七种两栖动物，包括大平原蟾蜍和一种有尾目物种。哺乳动物包括狐狸、郊狼、短尾猫、獾、兔子、豪豬及梅里亚姆更格卢鼠等啮齿动物。漂白无耳蜥蜴等蜥蜴及草原響尾蛇等蛇类组成了爬行动物物种。
白沙鱂是图拉罗萨盆地特有的唯一鱼类，也是公园中唯一的鱼类。 这种鱼黑眼睛，银鳞，长1.75-2.5英寸（44-64毫米）。

## 游览
游客从公园入口处的访客中心出发，远着8英里（13公里）长的沙丘大道（Dunes Drive）前往沙丘。沙丘地带有四条标记路线，供游客徒步探索。到了夏天，公园还会有护林员带领的定向越野和徒步活动。另外，公园参加少年护林员计划，开展针对不同年龄层的活动。
有别于石英砂晶体沙丘，石膏沙丘不容易将太阳的热量转换为热量，因此游客在其后最为炎热的夏季，也可以安全地赤脚行走。还有游客经常在停车场旁的沙丘上骑雪橇。
公园和70号美国国道新墨西哥州段在拉斯克鲁塞斯和阿拉莫戈多之间，被白沙导弹靶场包围，因此每当有导弹试验进行，都会因安全原因被关闭。试验每周平均两次，每次持续一到两小时。

## 气候
根据柯本气候分类法系统，白沙国家公园属于大陆性或“寒冷”半干旱气候，接近大陆性沙漠气候。每日均值类似于副热带湿润气候，但较高的海拔和稀少的降水量造成昼夜温度变化比一般要大，生长期比一般短（一般副热带湿润气候为从4月27日持续到10月19日，共75天）。如美国西南部及其他亚热带地区，北美季风抵达前当地会经历一段气候异常干燥的初夏，不过高温没有印度北部和萨赫勒那么极端。
| 白沙国家公园                                           | 白沙国家公园 | 白沙国家公园 | 白沙国家公园 | 白沙国家公园 | 白沙国家公园 | 白沙国家公园 | 白沙国家公园 | 白沙国家公园 | 白沙国家公园 | 白沙国家公园 | 白沙国家公园 | 白沙国家公园 | 白沙国家公园 |
| 月份                                                   | 1月          | 2月          | 3月          | 4月          | 5月          | 6月          | 7月          | 8月          | 9月          | 10月         | 11月         | 12月         | 全年         |
| ------------------------------------------------------ | ------------ | ------------ | ------------ | ------------ | ------------ | ------------ | ------------ | ------------ | ------------ | ------------ | ------------ | ------------ | ------------ |
| 历史最高温 °F（°C）                                    | 78 (26)      | 85 (29)      | 91 (33)      | 97 (36)      | 104 (40)     | 111 (44)     | 110 (43)     | 107 (42)     | 104 (40)     | 97 (36)      | 85 (29)      | 78 (26)      | 111 (44)     |
| 平均最高温 °F（°C）                                    | 70.1 (21.2)  | 75.6 (24.2)  | 83.2 (28.4)  | 89.9 (32.2)  | 97.7 (36.5)  | 105.2 (40.7) | 104.9 (40.5) | 102.0 (38.9) | 97.8 (36.6)  | 89.9 (32.2)  | 78.5 (25.8)  | 70.3 (21.3)  | 105.8 (41.0) |
| 平均高温 °F（°C）                                      | 57.2 (14.0)  | 62.9 (17.2)  | 70.5 (21.4)  | 79.5 (26.4)  | 88.1 (31.2)  | 97.0 (36.1)  | 97.2 (36.2)  | 94.6 (34.8)  | 89.0 (31.7)  | 78.9 (26.1)  | 66.0 (18.9)  | 56.7 (13.7)  | 78.1 (25.6)  |
| 日均气温 °F（°C）                                      | 39.7 (4.3)   | 44.3 (6.8)   | 50.9 (10.5)  | 59.6 (15.3)  | 68.4 (20.2)  | 77.8 (25.4)  | 80.6 (27.0)  | 78.2 (25.7)  | 71.6 (22.0)  | 60.0 (15.6)  | 47.1 (8.4)   | 39.2 (4.0)   | 59.8 (15.4)  |
| 平均低温 °F（°C）                                      | 22.2 (−5.4)  | 25.7 (−3.5)  | 31.4 (−0.3)  | 39.6 (4.2)   | 48.6 (9.2)   | 58.6 (14.8)  | 64.1 (17.8)  | 61.8 (16.6)  | 54.2 (12.3)  | 41.1 (5.1)   | 28.0 (−2.2)  | 21.7 (−5.7)  | 41.4 (5.2)   |
| 平均最低温 °F（°C）                                    | 6.9 (−13.9)  | 10.8 (−11.8) | 15.3 (−9.3)  | 24.2 (−4.3)  | 33.3 (0.7)   | 45.8 (7.7)   | 55.7 (13.2)  | 54.2 (12.3)  | 42.1 (5.6)   | 26.7 (−2.9)  | 12.8 (−10.7) | 7.1 (−13.8)  | 2.5 (−16.4)  |
| 历史最低温 °F（°C）                                    | −25 (−32)    | −14 (−26)    | 0 (−18)      | 16 (−9)      | 20 (−7)      | 36 (2)       | 48 (9)       | 45 (7)       | 34 (1)       | 13 (−11)     | −12 (−24)    | −8 (−22)     | −25 (−32)    |
| 平均降水量 （mm）                                      | 0.50 (13)    | 0.38 (9.7)   | 0.28 (7.1)   | 0.30 (7.6)   | 0.38 (9.7)   | 0.73 (19)    | 1.35 (34)    | 1.77 (45)    | 1.29 (33)    | 0.93 (24)    | 0.43 (11)    | 0.66 (17)    | 9 (230.1)    |
| 平均降雪量 （cm）                                      | 0.8 (2.0)    | 0.3 (0.76)   | 0.1 (0.25)   | 0 (0)        | 0 (0)        | 0 (0)        | 0 (0)        | 0 (0)        | 0 (0)        | 0 (0)        | 0.2 (0.51)   | 1.0 (2.5)    | 2.4 (6.02)   |
| 平均降水天数（≥ 0.01 in）                              | 3            | 3            | 2            | 2            | 2            | 3            | 6            | 7            | 5            | 4            | 2            | 3            | 42           |
| 来源：西部地区气候中心（平均和极端数据自1939年起至今） |              |              |              |              |              |              |              |              |              |              |              |              |              |

## 图集

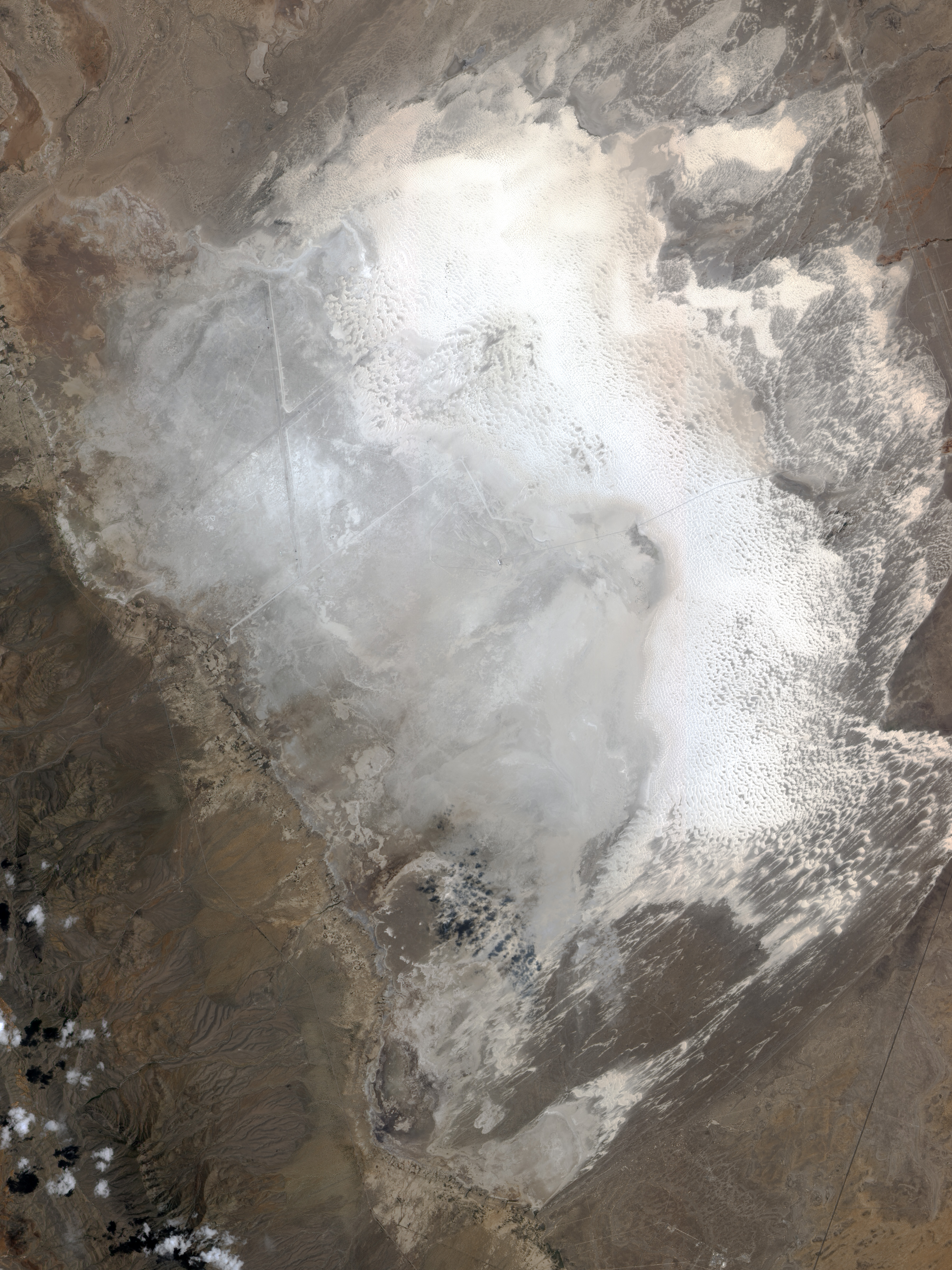
卫星图
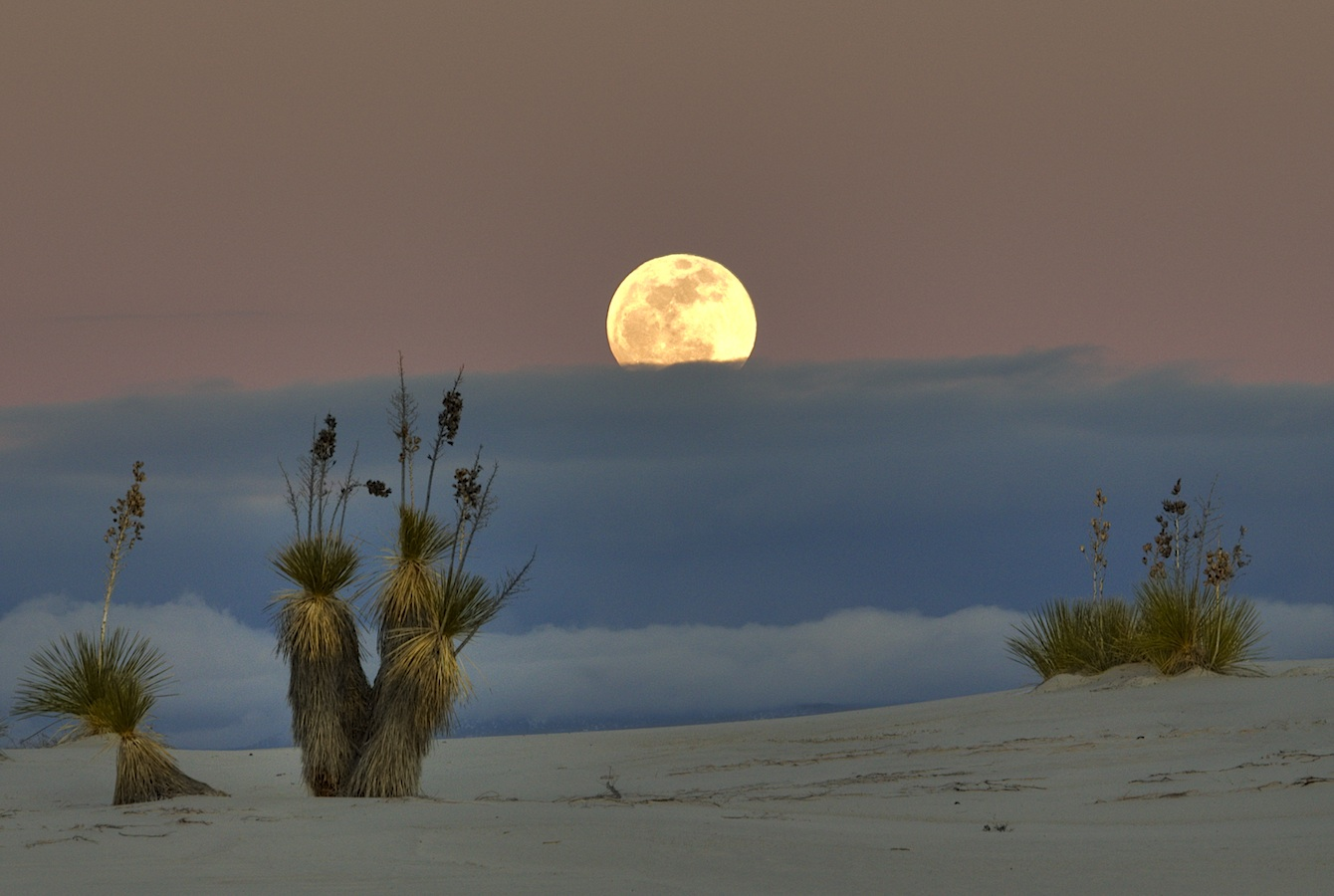
月出
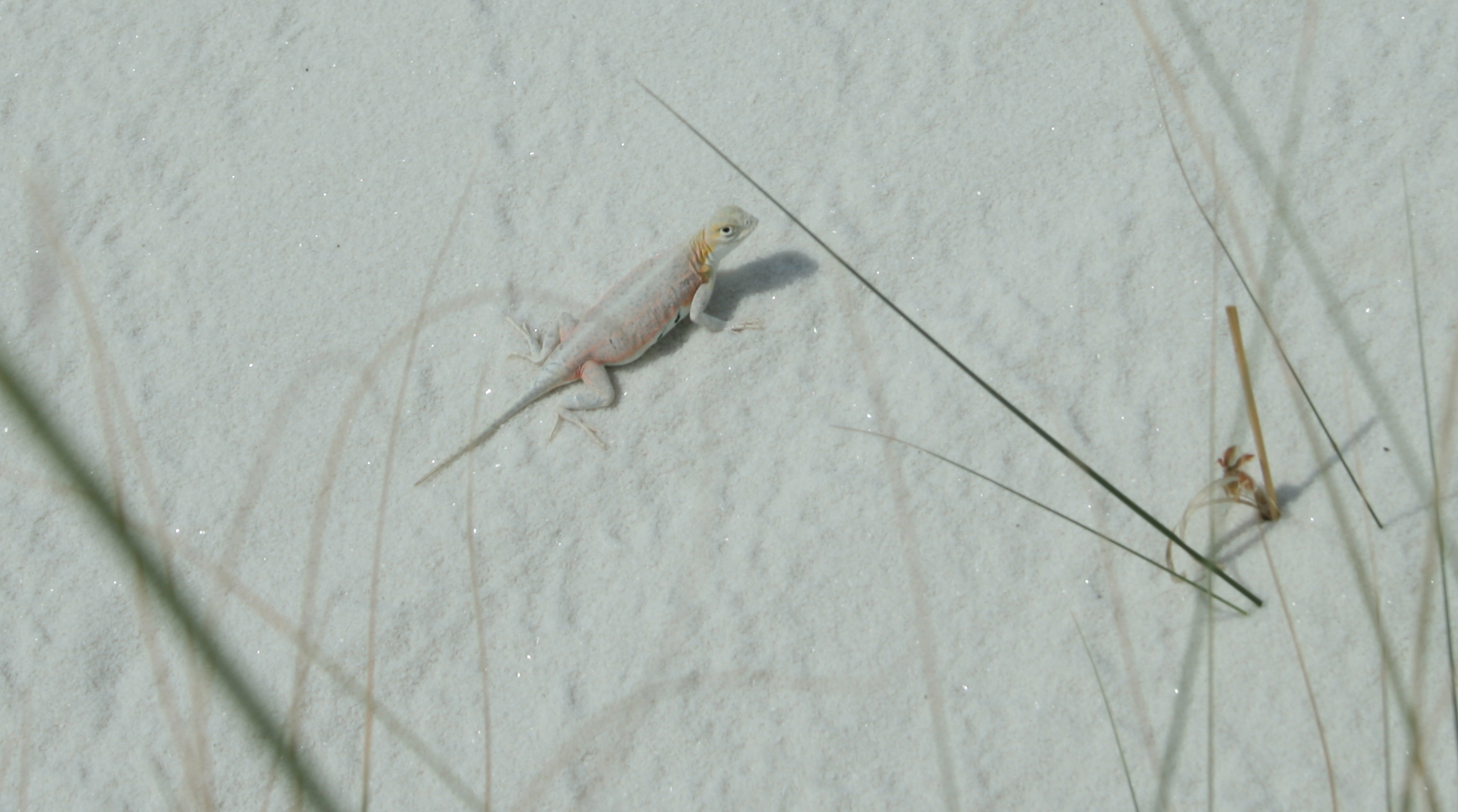
无耳白蜥蜴（英语：Holbrookia maculata）
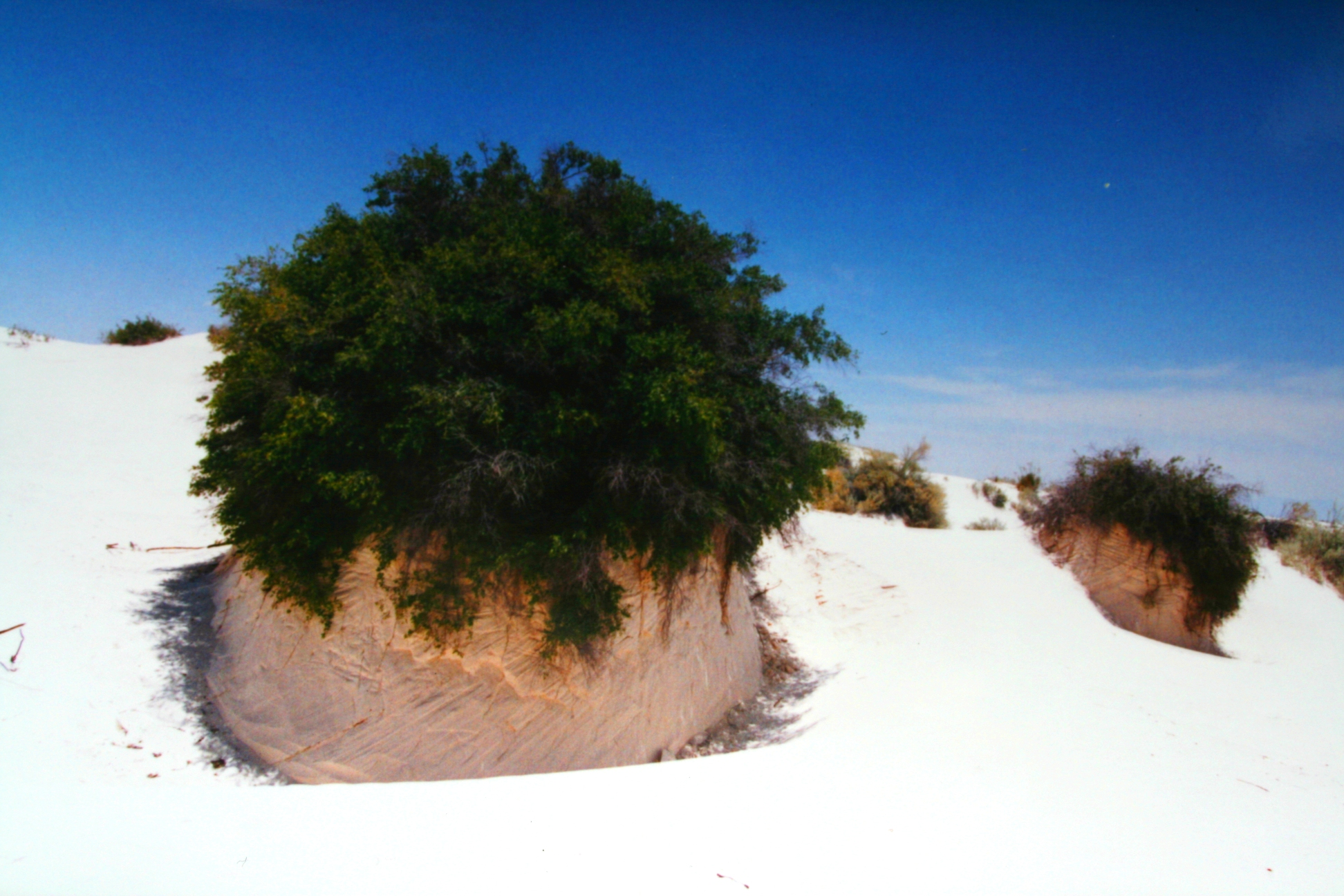
石膏植物架